# Pihalni orkester Vogrsko
Pihalni orkester Vogrsko je ljubiteljski pihalni orkester z Vogrskega v Vipavski dolini.
Formalno je bil ustanovljen leta 1932, čeprav je z delovanjem začel že prej.
Orkester vodi dirigent Nejc Kovačič.

## O orkestru
Pihalni orkester Vogrsko ima sedež v Zadružnem domu na Vogrskem in deluje v okviru Kulturno-turističnega društva Vogrsko.
Sodeluje na prireditvah v občini Renče – Vogrsko in širšem Goriškem.
Pod okriljem orkestra delujeta tudi godbeniška šola, ki vzgaja nove člane in šolski pihalni orkester.

## Dirigenti orkestra
- Oskar Gorjan (1926–1941)[1]
- Franc Žižmond (1945–1951, 1972, 1978–1983)
- Alojz Jarc (1951–1971)
- Severin Marvin (1972–1978, 1983–1991)
- Matej Špacapan (1991–2000)
- Tomaž Škamperle (2000–2013)
- Branko Mrak (2013–2016)
- Nejc Kovačič (2016–)

## Nagrade in priznanja
- 1977 Deskle: 5. tekmovanje pihalnih orkestrov Slovenije – 3. mesto (tretja težavnostna stopnja)[1]
- 1994 Ormož: 3. festival godb Slovenije v zabavnem programu – 3. mesto[1]
- 1995 Ormož: 4. festival godb Slovenije v zabavnem programu za pokal Ormoža 95 – 2. mesto (kategorija z 20 do 30 člani)[1][3]
- 1997 Sežana: 17. tekmovanje slovenskih pihalnih orkestrov v koncertnem programu – bronasta listina (tretja težavnostna stopnja)[4]

- 2001 Calella (Španija): Glasbeno tekmovanje in folklorni festival / Musik- und Folklore-Festival – srebrna plaketa (tretja kategorija)[1]
- 2002 Ilirska Bistrica: 22. tekmovanje slovenskih godb – srebrna plaketa (tretja težavnostna stopnja)[5]
- 2004 Malgrat de Mar (Španija): 5. mednarodno tekmovanje godb in mažoretnih skupin / Vè Trofeu Internacional de Bandes de Música i Majorettes / V International Tournament of Marching Bands and Majorettes – 3. mesto (skupaj z Mažoretno skupino Povir)[6][7]
- 2005 Deskle: 25. tekmovanje slovenskih godb (tretja težavnostna stopnja)
- 2008 Laško: 28. tekmovanje slovenskih godb – bronasta plaketa (tretja težavnostna stopnja)[8]
- 2011 Split (Hrvaška): Srednjeevropski festival pihalnih orkestrov / Mitteleuropa Blasmusikfest – 7. mesto (kategorija A)[9][10][11]
- 2014 Prevalje: 34. tekmovanje slovenskih godb – zlata plaketa (tretja težavnostna stopnja)[12][13][14][15]
- 2015 Ostrava (Češka): 17. mednarodno tekmovanje velikih pihalnih orkestrov / XVII. Mezinárodní soutěž velkých dechových orchestrů – srebrna plaketa (kategorija B)[16][17][18]
- 2018 Filadelfia (Italija): 10. glasbeno tekmovanje godb in pihalnih orkestrov / X. concorso musicale Città di Filadelfia per bande e orchestre di fiati – 2. mesto (kategorija B)[19][20]
- 2022 Zveza slovenskih godb – spominska listina (ob 90-letnici orkestra)
- 2024 Ormož: 28. tekmovanje godb Slovenije v zabavnem programu za pokal Vinka Štrucla – zlata plaketa s pohvalo (kategorija z 39 in več člani)[21][22]

## Diskografija
- Pihalni orkester Vogrsko – Vogrinskih 70, dirigent Tomaž Škamperle (COBISS) (CD, Krt, 2004)
- Kolpingmusik Klagenfurt, Nachod Brass Orchestra, Goriški pihalni orkester, Puhački orkestar Lovran, Banovčanka youth brassband, Duvački orkestar Pančevo, Pihalni orkester Salonit Anhovo, Limena glasba vatrogasnog društva Bugojno, Pihalni orkester Goriška Brda, Pihalni orkester Mura Menti, Pihalni orkester Vogrsko, Brass Orchestra Tatara, La civica orchestra di fiati Giuseppe Verdi, Pihalni orkester Tolmin, Betania-Arad brass band, Godba Kras Doberdob, Prvačka pleh muzika – Glasba ne pozna meja: Sabotin park miru / Sabotino il parco della pace, 23. junij 2007, dirigent Črtomir Nanut (DVD, 2007)
- Anja Ličen, Rok Peric, Isabel Gauvin – Vogrsko, vas sredi rimske ceste, junij 2021 (COBISS) (video na YouTubu, Studio Cimet, 2021)
- Vogrinski časi, Pihalni orkester Vogrsko – 90 let, dirigent Nejc Kovačič (COBISS) (CD, 2022)